# جایزه بزرگ بریتانیا ۱۹۶۰
جایزه بزرگ بریتانیا ۱۹۶۰ (انگلیسی: ‎1960 British Grand Prix‎) یک مسابقهٔ موتوری در رشتهٔ اتومبیل‌رانی فرمول یک بود که در تاریخ ۱۶ ژوئیهٔ ۱۹۶۰ در پیست سیلورستون واقع در سیلورستون، بریتانیا برگزار شد. این گراند پری در میان ۱۰ گراند پری در فصل ۱۹۶۰، مسابقهٔ شمارهٔ ۷ بود.
در این مسابقه که در ۷۷ دور و به مسافت ۳۶۲٫۷۵ کیلومتر (۲۲۵٫۴۰۲ مایل) برگزار شد، پول پوزیشن توسط جک برابام کسب شد و سریع‌ترین زمان برای طی یک دور پیست که برابر با ۱:۳۴٫۴ بود نیز توسط گراهام هیل به ثبت رسید.
جک برابام از تیم کوپر-کلیمکس، جان سرتیز از تیم لوتوس-کلیمکس و اینس ایرلند از تیم لوتوس-کلیمکس به‌ترتیب مقام‌های اول تا سوم مسابقه را کسب کردند.

## رده‌بندی قهرمانی پس از مسابقه
|       | جایگاه | راننده          | امتیاز |
| ----- | ------ | --------------- | ------ |
|       | ۱      | جک برابام       | ۳۲     |
|       | ۲      | بروس مک‌لارن     | ۲۷     |
|       | ۳      | استیرلینگ ماس   | ۱۱     |
| ۲     | ۴      | اینس ایرلند     | ۱۱     |
| ۱     | ۵      | اولیویه جاندبین | ۱۰     |
| منبع: |        |                 |        |

|       | جایگاه | سازنده       | امتیاز |
| ----- | ------ | ------------ | ------ |
|       | ۱      | کوپر-کلیمکس  | ۴۶     |
|       | ۲      | لوتوس-کلیمکس | ۲۵     |
|       | ۳      | فراری        | ۱۶     |
|       | ۴      | بی‌آرام       | ۶      |
|       | ۵      | کوپر-مازراتی | ۳      |
| منبع: |        |              |        |

یادداشت
- تنها پنج جایگاه نخست از هر رده‌بندی نمایش داده شده‌است.